# Radka Maxová
Radka Maxová (2 de dezembro de 1968 em Pardubice) é uma política checa que foi eleita deputada ao Parlamento Europeu em 2019.
No parlamento, Maxová faz parte da Comissão da Indústria, da Pesquisa e da Energia. Além das suas atribuições nas comissões, faz parte da delegação do Parlamento para a Cooperação do Norte e para as relações com a Suíça e a Noruega e para a Comissão Parlamentar Mista UE-Islândia e a Comissão Parlamentar Mista do Espaço Económico Europeu (EEE). Ela também é membro do Intergrupo do Parlamento Europeu sobre Deficiência e apoiante da Aliança pela Saúde Mental.